# Novopangea

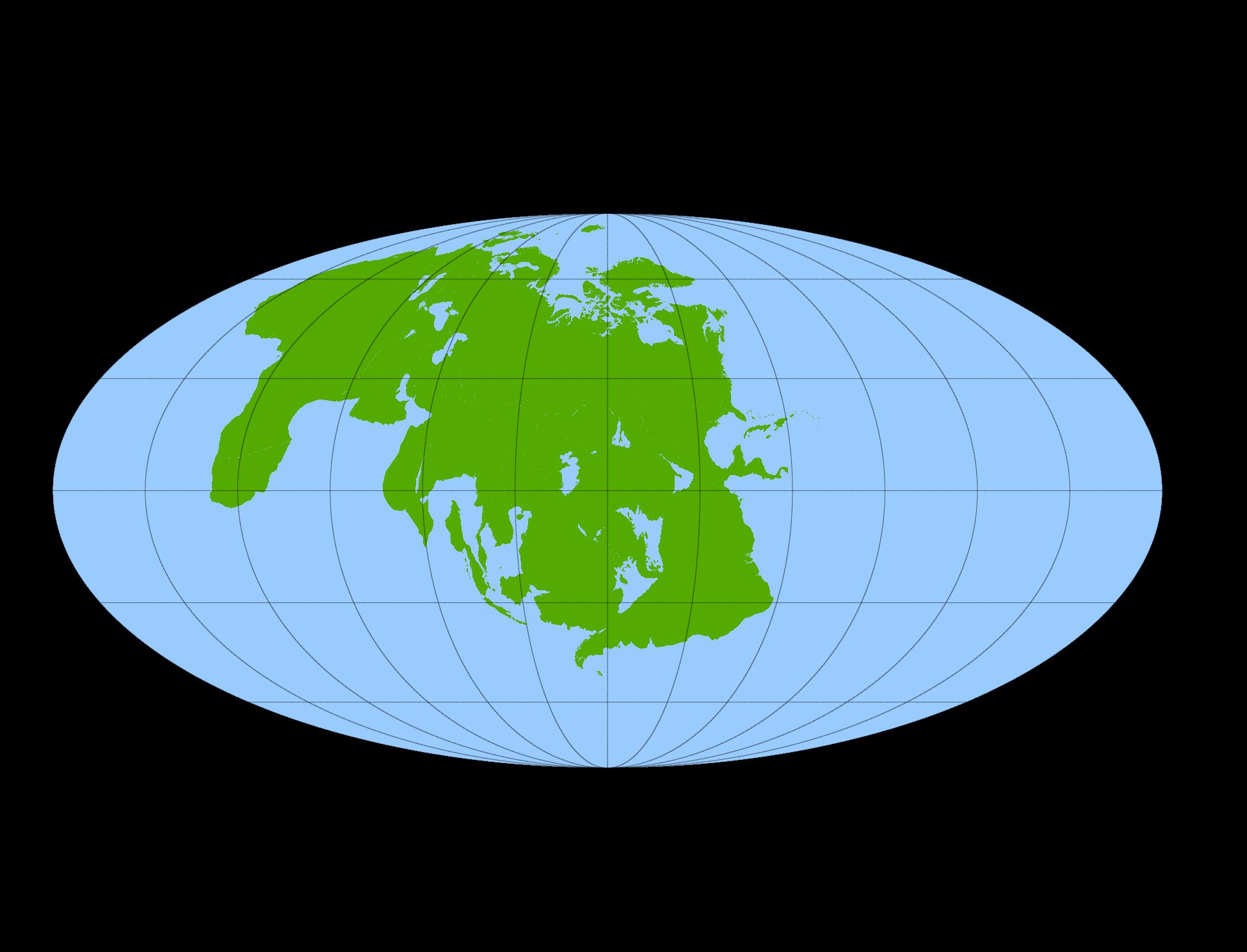
hipotetyczny wygląd superkontynentu

Novopangea – hipotetyczny superkontynent, który może utworzyć się na Ziemi za ok. 250 mln lat; autorem tej koncepcji jest Roy Livermore z University of Cambridge.
Miałaby powstać w wyniku zamknięcia się Pacyfiku, połączeniu się Australii z wschodnią Azją i ruchu Antarktyki na północ.